# Kokedama

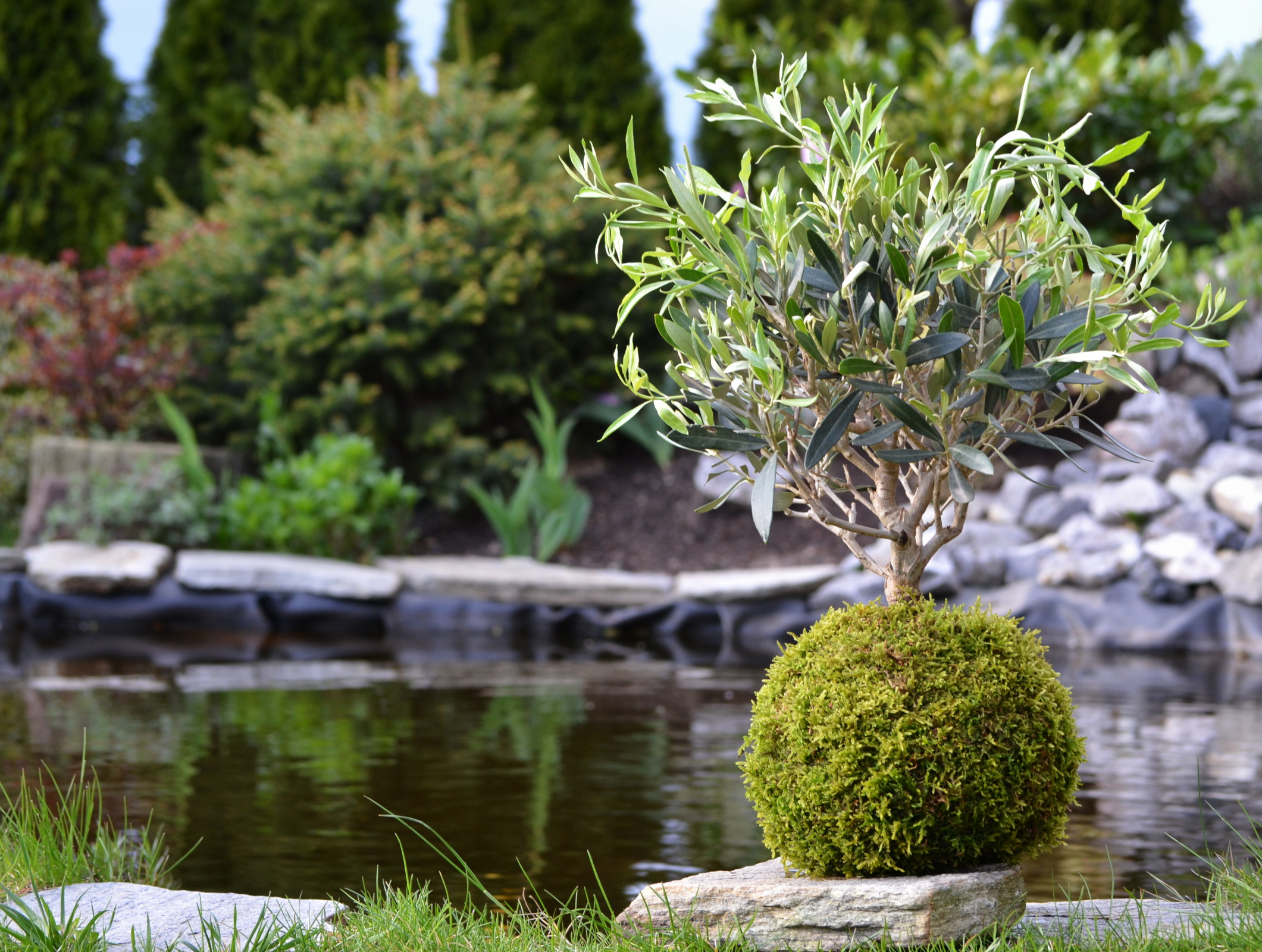
Olivera cultivada segons la tècnica Kokedama

La kokedama (苔玉（こけだま）, literalment "bola de molsa", koke "molsa", dama "bola") és una tècnica japonesa de cultiu en la qual no s'usa cap artifici de jardineria i es busca la convivència entre estètica i ecologia. La kokedama s'inclou dins de la tècnica del cultiu de bonsais. La tècnica del bonsai va començar a la Xina al voltant del 2000 aC. Després d'introduir-se al Japó, va néixer fa uns 500 anys la variant en la que va deixar-se d'usar cap mena de test.

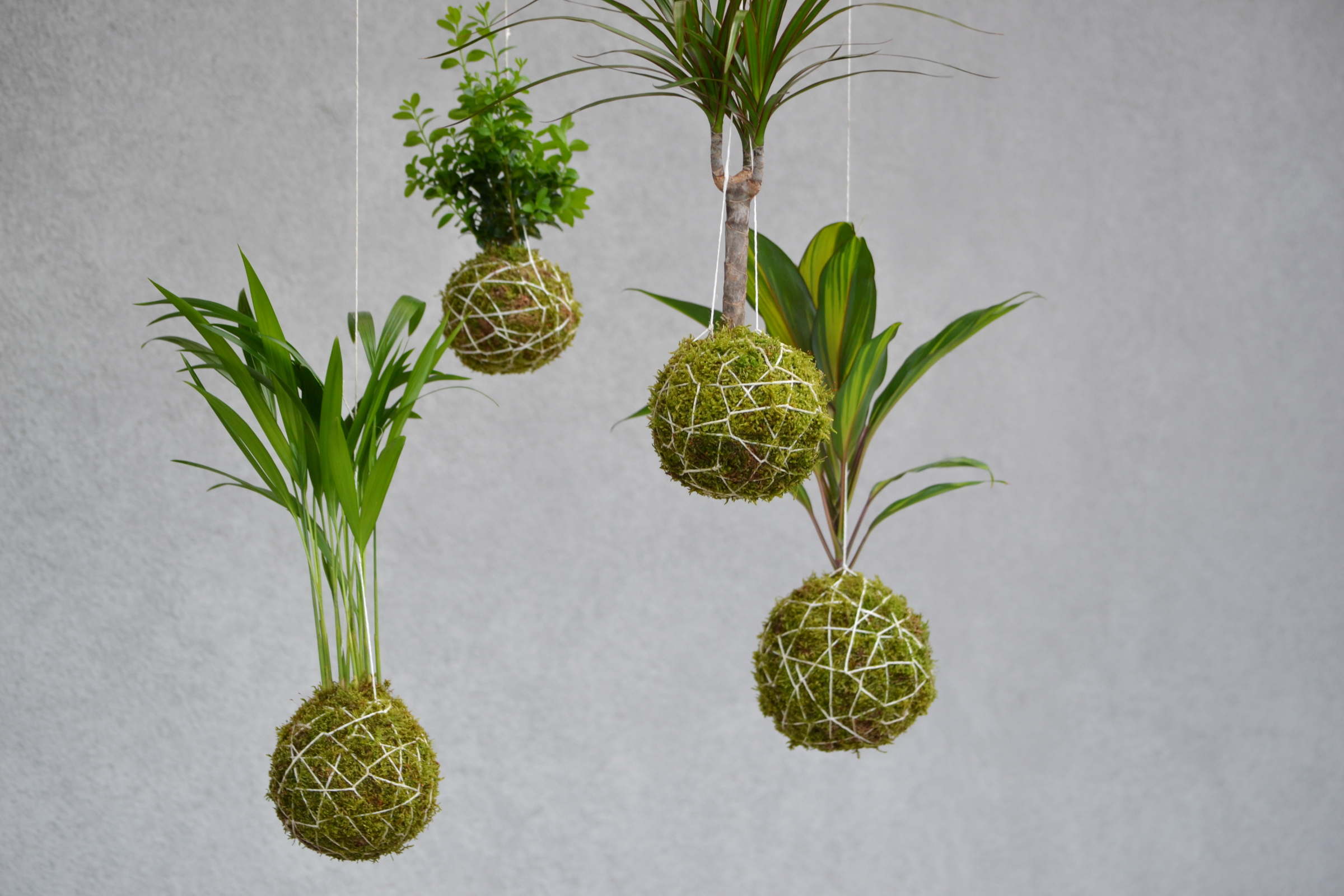
Kokedames penjants

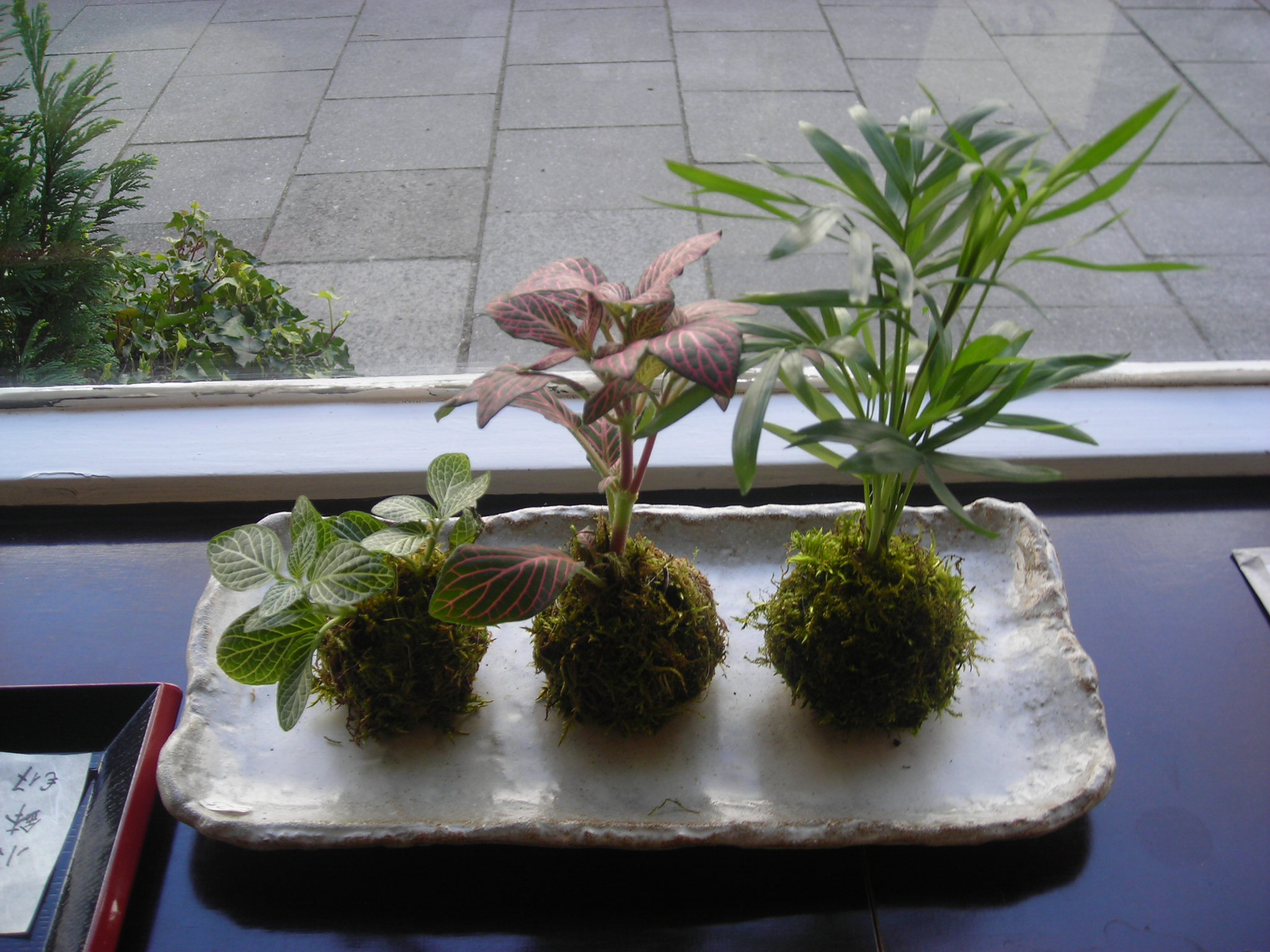
Kokedames amb diferents plantes

Consisteix en una esfera composta normalment dels següents materials:
- Akadama
- Torba
- Sorra de riu
- Molsa

El substrat de la planta consisteix en els tres primers materials i la molsa envolta l'esfera de manera que es mantingui tot unit. Les plantes usades en aquesta tècnica són molt variades; arbres, arbustos, falgueres, líquens, plantes florals i silvestres, cactus i fins i tot plantes carnívores. La kokedama reposa normalment en una safata de fang, ceràmica, o sobre una pedra i molt habitualment es penja. L'efecte aconseguit és estètic alhora que menys artificiós que una planta en un test.
Per a la realització d'una kokedama es mesclen 3 parts de torba i 1 d'akadama, i una mica de sorra. S'humiteja la mescla amb aigua i es forma una bola d'una mida apropiada a la de la planta. Es fa un forat a l'interior i s'introdueix la planta, es pressiona bé i es cobreix la bola amb la molsa. La kokedama ha de romandre en un lloc lluminós, sense exposar-se directament al sol i s'ha de regar submergint-se en aigua, alhora que es manté sempre lleugerament humida polvoritzant-hi aigua entre cada regada.